# Vlachy
Vlachy é um município da Eslováquia, situado no distrito de Liptovský Mikuláš, na região de Žilina. Tem 11,22 km² de área e sua população em 2018 foi estimada em 609 habitantes.

## Demografia
| Ano:        | 1994 | 2004   | 2014   | 2024    |
| ----------- | ---- | ------ | ------ | ------- |
| Broj ljudi: | 607  | 630    | 584    | 645     |
| Razlika:    |      | +3,78% | -7,30% | +10,44% |

| Ano:               | 2023 | 2024   |
| ------------------ | ---- | ------ |
| Número de pessoas: | 643  | 645    |
| Diferença:         |      | +0,31% |